# Grand Theft Auto VI
Grand Theft Auto VI nadolazeća je akcijsko-pustolovna videoigra koju je proziveo Rockstar Games. Ukupno je osma glavna igra u serijalu Grand Theft Auto.
Objava igre najavljena ja za 26. svibnja 2026. Prvi trailer za igu bio je objavljen u prosincu 2023.

## Igra

### Likovi
Glavni protagonisti igre su Lucia Caminos i Jason Duval, a igra omogućuje dinamično prebacivanje između njih pomoću funkcije izmjene lika.
- Lucia Caminos: Prva ženska protagonistkinja u modernoj povijesti Rockstar Gamesa. Latinskog je podrijetla. Odrasla je u Liberty Cityju, a borba za obitelj dovela ju je do zatvora u Leonidi. Nakon izlaska iz zatvora, odlučuje preuzeti kontrolu nad vlastitom sudbinom.[5]
- Jason Duval: Odrastao je među prevarantima i kriminalcima. Nakon služenja vojnog roka, vraća se u Leonida Keys gdje radi za lokalne narko-kartele. Susret s Luciom označava prekretnicu u njegovom životu.[5]

### Mjesto radnje
Radnja igre smještena je u izmišljenu saveznu državu Leonida, čiji je glavni grad Vice City. Lokacije u igri inspirirane su stvarnim mjestima poput Miamija i Floride, uključujući urbane zone, ruralne regije te močvarna područja nalik Evergladesu.

## Vanjske poveznice
- Službena stranica